# Eutamias
Eutamias és un gènere de rosegadors de la família dels esciúrids. Actualment només té un representant viu, l'esquirol llistat siberià (E. sibiricus), però el seu registre fòssil inclou diverses espècies extintes de les quals s'han trobat restes a Europa, Àsia i Nord-amèrica. Alguns científics classifiquen Eutamias com a subgènere de Tamias, el gènere d'esquirols llistats més divers que hi ha.